# Ephesia nigripicta
Ephesia nigripicta là một loài bướm đêm trong họ Noctuidae.